# Serik Säpiev
Serik Žumangalievič Sapiev, accreditato come Serik Sapiyev nelle competizioni internazionali (in kazako Серік Жұманғалиұлы Сәпиев?; Abaj, 16 novembre 1983), è un pugile kazako, vincitore della medaglia d'oro nella categoria dei pesi welter al torneo di pugilato delle Olimpiadi di Londra del 2012, nel corso delle quali ha ricevuto la Coppa Val Barker.

## Carriera pugilistica
Sapiev ha partecipato a due edizioni dei giochi olimpici (Pechino 2008, Londra 2012), quattro dei mondiali (Mianyang 2005, Chicago 2007, Milano 2009, Baku 2011), due dei giochi asiatici (Doha 2006, Guangzhou 2010) ed altrettante dei campionati asiatici (Ulan Bator 2007, Zhuhai 2009).
Nel 2011 ha vinto la medaglia d'oro nella categoria dei pesi welter al Memorial Sagadat Nurmagambetov, tenutosi ad Almaty (Kazakistan) dal 9 al 14 maggio.

### Principali incontri disputati
Statistiche aggiornate al 22 settembre 2012.
| Evento              | Edizione        | Categoria             | Trentaduesimi                   | Sedicesimi                           | Ottavi                                       | Quarti                                    | Semifinale                              | Finale                                    | Pos. | Note          |
| ------------------- | --------------- | --------------------- | ------------------------------- | ------------------------------------ | -------------------------------------------- | ----------------------------------------- | --------------------------------------- | ----------------------------------------- | ---- | ------------- |
| Mondiali            | Mianyang 2005   | Superleggeri (-64 kg) | Bye                             | Pavol Hlavacka ( Slovacchia) V 37-13 | Karl Dargan ( USA) V 37-26                   | Mykola Semenyaga ( Ucraina) V 27-15       | Emil Magerramov ( Azerbaigian) V 41-23  | Dilshod Mahmudov ( Uzbekistan) V 39-21    |      | [ 3 ]         |
| Giochi asiatici     | Doha 2006       | Superleggeri (-64 kg) | N.D.                            | Muhammad Zakir ( Pakistan) V RSCO 2  | Berdymurad Sakhatov ( Turkmenistan) V RSCO 2 | Manoj Kumar ( India) V RSCO 3             | Manus Boonjumnong ( Thailandia) P 18-22 | non qualificato                           |      | [ 4 ]         |
| Campionati asiatici | Ulan Bator 2007 | Superleggeri (-64 kg) | N.D.                            | N.D.                                 | Bye                                          | Mouen Aziz Abdal ( Siria) V 25-5          | Sayed Norouzi ( Iran) V 22-2            | Tuvshinbat Byamba ( Mongolia) V 24-12     |      | [ 5 ]         |
| Mondiali            | Chicago 2007    | Superleggeri (-64 kg) | Milan Piperski ( Serbia) V 22-6 | Eduardo Mendoza ( Nicaragua) V 27-4  | Kevin Bizier ( Canada) V RSCO 3              | Morteza Sepahvandi ( Iran) V AB 4         | Masatsugu Kawachi ( Giappone) V RSCO 3  | Gennadiy Kovalev ( Russia) V 20-5         |      | [ 6 ]         |
| Olimpiadi           | Pechino 2008    | Superleggeri (-64 kg) | N.D.                            | Bye                                  | Jonny Sánchez ( Venezuela) V 22-3            | Manus Boonjumnong ( Thailandia) P 5-7     | non qualificato                         | non qualificato                           | 5º   | [ 7 ]         |
| Campionati asiatici | Zhuhai 2009     | Welter (-69 kg)       | N.D.                            | N.D.                                 | Bye                                          | Jagat Singh ( India) V RSC 1              | Chen Hongwei ( Cina) V RSC 3            | Omar Mammetshayev ( Turkmenistan) V RSC 2 |      | [ 8 ]         |
| Mondiali            | Milano 2009     | Welter (-69 kg)       | Hugo Miyenikoue ( Gabon) V RSC  | Emil Magerramov ( Azerbaigian) V RSC | Taras Šelestjuk ( Ucraina) V 16-11           | Asadullo Boimurodov ( Kirghizistan) V RET | Andrej Zamkovoj ( Russia) P 10-16       | non qualificato                           |      | [ 9 ]         |
| Giochi asiatici     | Guangzhou 2010  | Welter (-69 kg)       | N.D.                            | Nabah Hzam ( Qatar) V RSCO 3         | Farkhan Mohdharon ( Malaysia) V RSC 2        | Wei Jen Chang ( Taipei cinese) V wo       | Otgonjargal Jargal ( Mongolia) V 10-5   | Uktamjon Rahmonov ( Uzbekistan) V 9-3     |      | [ 10 ] [ 11 ] |
| Mondiali            | Baku 2011       | Welter (-69 kg)       | Carlos Sanchez ( Ecuador) V RSC | Apichet Saensit ( Thailandia) V 16-7 | Yasuhiro Suzuki ( Giappone) V 25-12          | Errol Spence ( USA) V 20-10               | Egidijus Kavaliauskas ( Lituania) V RET | Taras Šelestjuk ( Ucraina) P 10-16        |      | [ 12 ]        |
| Olimpiadi           | Londra 2012     | Welter (-69 kg)       | N.D.                            | Bye                                  | Yasuhiro Suzuki ( Giappone) V 25-11          | Gabriel Maestre Perez ( Venezuela) V 20-9 | Andrej Zamkovoj ( Russia) V 18-12       | Fred Evans ( Regno Unito) V 17-9          |      | [ 13 ]        |